# Rio Claro (Trindade e Tobago)
Igreja de Santa Theresa, Rio Claro
Rio Claro é a maior cidade no sudeste da ilha de Trindade, no país caribenho de Trindade e Tobago. Rio Claro encontra-se ao leste de Princes Town, a oeste de Mayaro e a noroeste de Guayaguayare. Possui um centro comercial importante para o sudeste de Trindade. Encontra-se numa zona principalmente agrícola. É a sede da Corporação Regional de Rio Claro - Mayaro.
A cidade foi nomeada assim devido a existência de um pequeno arroio, que foi nomeado Rio Claro pelos colonos espanhóis na década de 1770. Uma "casa de descanso " foi construída ali em 1850 , quando o caminho se reduziu de Missão (agora Princes Town) até Mayaro. Quando alguns produtores de cacau se estabeleceram na região, a população que vivia às margens do Rio Claro passaram a chamar o local por esse nome. Quando o governo federal ampliou a estrada férrea de Trindade até a região, em 1914 , o nome de Rio Claro se formalizou.